# Fallopia schischkinii
Fallopia schischkinii är en slideväxtart som beskrevs av N.N. Tsvelev. Fallopia schischkinii ingår i släktet bindor, och familjen slideväxter. Inga underarter finns listade i Catalogue of Life.